# The Valley of Hate
The Valley of Hate er en amerikansk stumfilm fra 1924 instrueret af Russell Allen.

## Medvirkende
- Raymond McKee som Harvey Swope
- Helen Ferguson som Milly Hendricks
- Earl Metcalfe som Lem Darley
- Wilfred Lucas
- Ralph Yearsley som Bob Darley
- Helen Lynch som Maurine Foster